# オスカー・ベンル
オスカー・ベンル（Oscar Benl、1914年5月25日 - 1986年11月21日）は、ドイツの日本研究者。彼は吉田兼好から安部公房にいたる数多くの古典および現代日本文学をドイツ語に翻訳した。また禅、仏教、古典芸能について著作を多く残した。

## 生涯
ベンルはニュルンベルクに生まれ、そこで小中学校に通った後、1928年からミュンヘンのギムナジウムに通った。1933年からミュンヘンとハンブルクで法学を、その後1935年から中国学を学んだ。その過程で日本文学に興味を持ち、留学を目指して日本語を学ぶ。1937年から1940年まで私費で東京帝国大学に留学し、久松潜一に師事、日本の古典文学を学んだ。この留学は東京の日独文化協会とドイツの日本学会との協力で行われた学生交換によるもので、ドイツからの留学生には日独文化協会から毎月150円が支給された。1940年には吉田兼好『徒然草』のドイツ語訳Tsurezuregusa, oder, Aufzeichnungen aus Mussestundenを日独文化協会から出版した。ベンルはこの翻訳について、「日本精神を本当に知るためにはこの平安、鎌倉両時代の風俗習慣が一番だと思うから独訳した」と語っている。
ドイツに帰国後、ベンルは1941年から1945年までハンブルク大学の日本語・日本文化セミナーで、ヴィルヘルム・グンデルトの助手を務めた。1943年には「世阿弥の芸術的理想」のタイトルの学位論文を提出し、グンデルトの元で博士号を取得した。
同時期1941年から1945年までベンルは兵役につき（ドイツ国防軍の通訳官として）、1944年からは駐日ドイツ大使館に勤務した。1947年にドイツに帰国後、1948年にはミュンヘン大学で日本学を研究し、「16世紀に至る日本歌論の発展」について論文を発表した。同年彼はハンブルク大学で助手に復帰し、1953年には助教授、1956年からは教授となった。彼は1983年に退職するまでこの地位にあり、教師として、研究者として活動した。

## 翻訳（抜粋）
- 紫式部：源氏物語（Die Geschichte vom Prinzen Genji）NDL[1]
- 吉田兼好：徒然草（Betrachtungen aus der Stille）NDL
- 上田秋成：雨月物語（Unter dem Regenmonde）NDL
- 夏目漱石：こゝろ（Kokoro）NDL
- 志賀直哉：城崎にて（In Kinosaki）NDL
- 谷崎潤一郎：痴人の愛（Naomi, oder, Eine unersättliche Liebe）CiNii、瘋癲老人日記（Tagebuch eines alten Narren）CiNii
- 芥川龍之介：舞踏会（Der Chrysanthemen-Ball）NDL
- 川端康成：伊豆の踊子（Die Tänzerin von Izu）CiNii、雪国（Schneeland）[10]、十六歳の日記（Tagebuch eines Sechzehnjährigen）NDL
- 舟橋聖一：ある女の遠景（Das Mädchen Tsunako）NDL
- 井上靖：猟銃（Das Jagdgewehr）NDL、天平の甍（Das Tempeldach）NDL、氷壁（Die Eiswand）NDL
- 太宰治：斜陽（Die sinkende Sonne）CiNii
- 大岡昇平：野火（Feuer im Grasland）NDL
- 安部公房：砂の女（Die Frau in den Dünen）NDL、他人の顔（Das Gesicht des Anderen）CiNii
- 三島由紀夫：潮騒（Die Brandung）NDL

## 著作（抜粋）
- Die Entwicklung der japanischen Poetik bis zum 16. Jahrhundert. Cram/de Gruyter, Hamburg 1951.（16世紀に至る日本歌論の発展）[11]
- Gundert, Wilhelm (1954). Seami Motokiyo und der Geist des Nō-Schauspiels. Geheime kunstkritische Schriften aus dem 15. Jahrhundert. JSTOR.（世阿弥元清と能楽の精神：15世紀の幽玄文芸批評）
- Das japanische Kettengedicht.（日本の連歌） In: ドイツ東洋学会誌（英語版）. Bd. 104 (1954), p432–450 (online).

## 人物
- 1950年代にハンブルク大学で仏教学の客員教授を務めた佐々木現順は、日本学主任教授のベンルについて、学究肌の謙虚な学者で、学生はもとより市民への講演でも信望を集めていること、日本語に関する知識は日本人以上かもしれず、彼の元から多くの日本文学に関する論文が出され、多くの門弟を持っていることを記している[12]。
- ベンルは仏教思想を理解するためにパーリ語を研究し、また大学でアジアの言語を扱うことになったときにはタイ語を担当した。彼の興味の幅は広く、ポルトガル文学、英米文学、イタリア文学、そしてフランス文学に深く通じていた[3]。